# Comuna de Dobrzyń nad Wisłą
Dobrzyń nad Wisłą (polaco: Gmina Dobrzyń nad Wisłą) é uma gminy (comuna) na Polónia, na voivodia de Cujávia-Pomerânia e no condado de Lipnowski.
De acordo com os censos de 2007, a comuna tem 7908 habitantes, com uma densidade 68,5 hab/km².

## Área
Estende-se por uma área de 115,44 km², incluindo:
- área agrícola: 83%
- área florestal: 3%

## Demografia
Dados de 30 de Junho 2004:
|                      | Total   | Total | Mulheres | Mulheres | Homens  | Homens |
| -------------------- | ------- | ----- | -------- | -------- | ------- | ------ |
|                      | pessoas | %     | pessoas  | %        | pessoas | %      |
| População            | 7999    | 100   | 4008     | 50,1     | 3991    | 49,9   |
| Densidade (pop./km²) | 69,3    | 100   | 34,7     | 34,7     | 34,6    | 34,6   |

De acordo com dados de 2002, o rendimento médio per capita ascendia a 1606,82 zł.

## Subdivisões
- Bachorzewo, Chalin, Chalin-Kolonia, Dyblin, Glewo, Główczyn, Grochowalsk, Kamienica, Kisielewo, Kochoń, Krępa, Krojczyn, Lenie Wielkie, Michałkowo, Mokowo, Mokówko, Płomiany, Ruszkowo, Strachoń, Stróżewo, Szpiegowo, Tulibowo, Wierznica, Zbyszewo.

## Comunas vizinhas
- Brudzeń Duży, Fabianki, Tłuchowo, Wielgie, Włocławek